# NGC 4585
NGC 4585 في الفهرس العام الجديد، هي مجرة، تقع في كوكبة الهلبة. اكتشفت في 21 أبريل 1865 بواسطة هاينريش لويس دريست.

## روابط خارجية
- NGC 4585 على موقع ويكي سكاي: DSS2, SDSS, GALEX, IRAS, Hydrogen α, X-Ray, Astrophoto, Sky Map, Articles and images